# サウスジョージア・サウスサンドウィッチ諸島の歴史

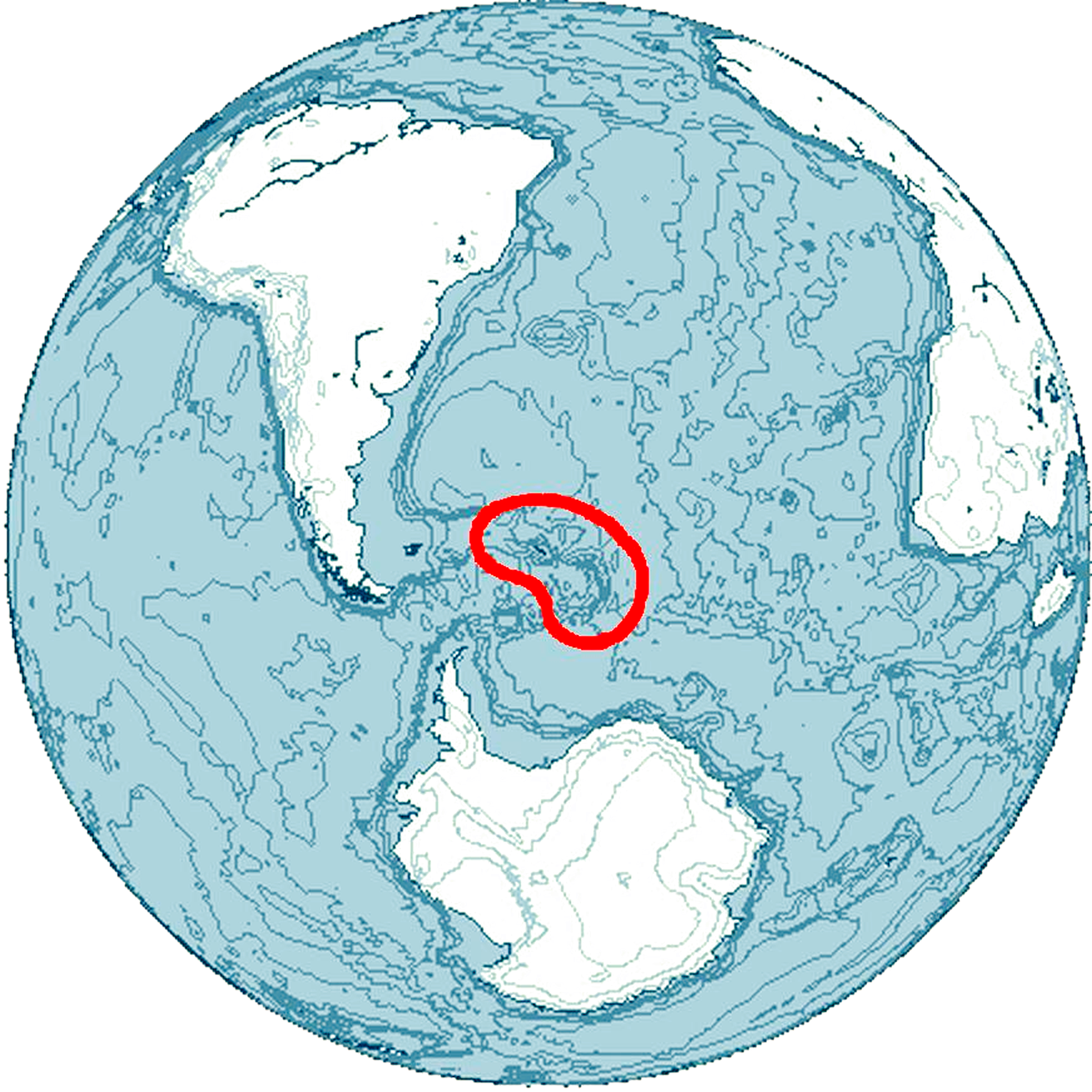
Location of South Georgia and the South Sandwich Islands

サウスジョージア・サウスサンドウィッチ諸島の歴史では、サウスジョージア・サウスサンドウィッチ諸島の歴史について解説する。

## 発見

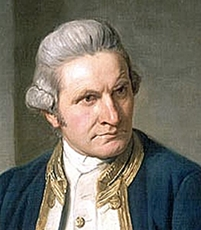
James Cook

サウスジョージア・サウスサンドウィッチ諸島は、南極領域の中で最初に発見された領域である（1502年4月、アメリゴ・ヴェスプッチによる）。その173年後の1675年、ロンドン商人のアンソニー・デ・ラ・ロッシュにより再発見された。
それを受けて地図製作者は、その島をロッシュ島として地図を作り上げ、その地図を元に1700年1月、ジェームス・クックシャー・エドモンド・ハリーはサウスジョージア島近辺を航海した。そして、1775年1月17日にジェームス・クックが領域を航海し、イギリスの領有を宣言した。その後1819年には、ロシア船のヴォストークにより再発見された。

## 捕鯨開発

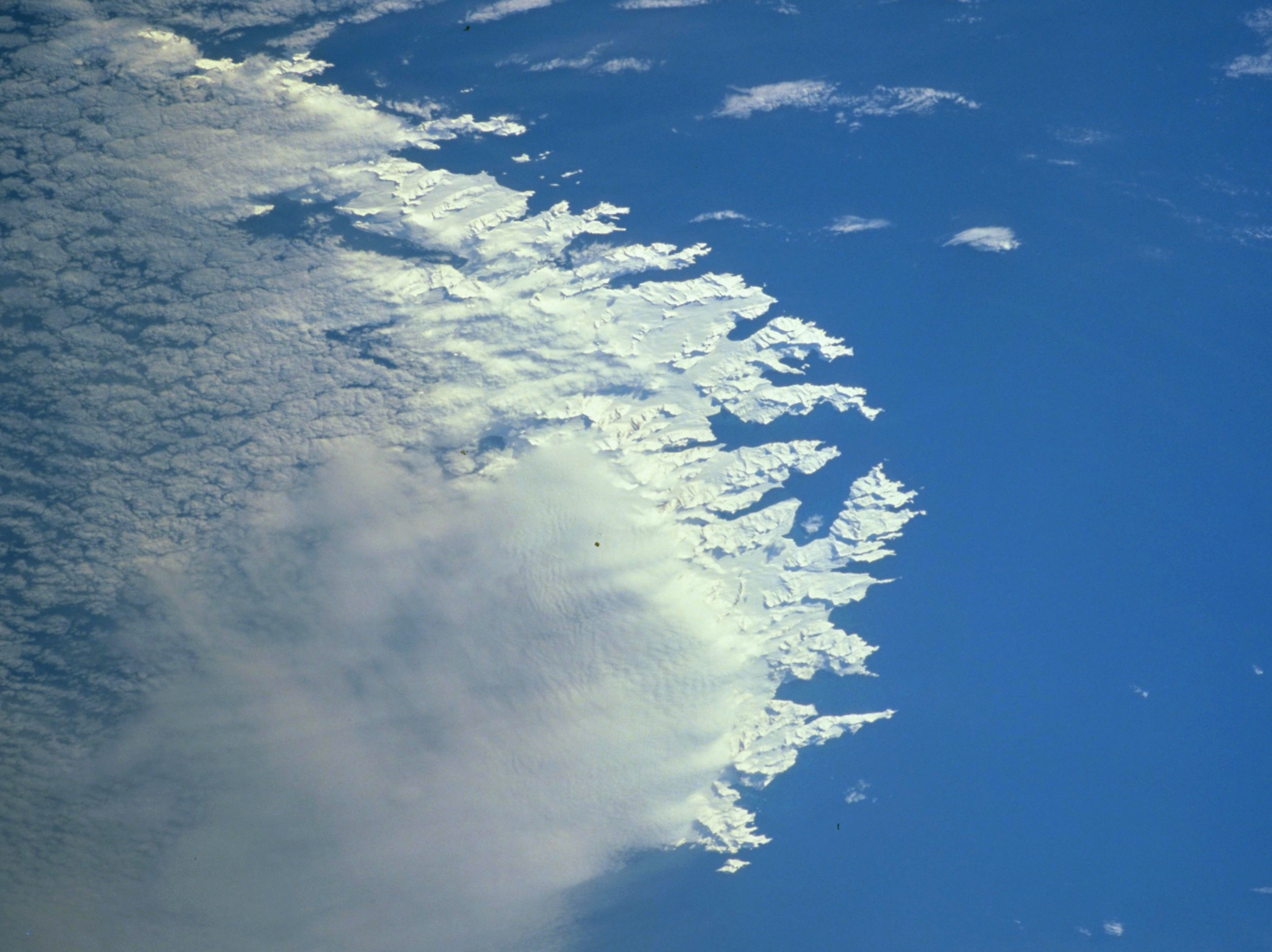
South Georgia Island (NASA imagery)

クックによる発見の後、たくさんの捕鯨者が島に来るようになった。そして1900年には、フォークランド政府が本格的な捕鯨を始めたが、1904年12月から捕鯨を始めたイギリスの権限によってフォークランド政府の捕鯨は禁止された。捕鯨は、イギリスのサーブセン株式会社、ノルウェーのハバルファンガーセルスケップ社、南アフリカのシーリング・カンパニー、そして日本の国際漁業株式会社が中心となって行われた。島のすべての捕鯨場所は、捕鯨賃貸借契約を結んだ上で使用された。

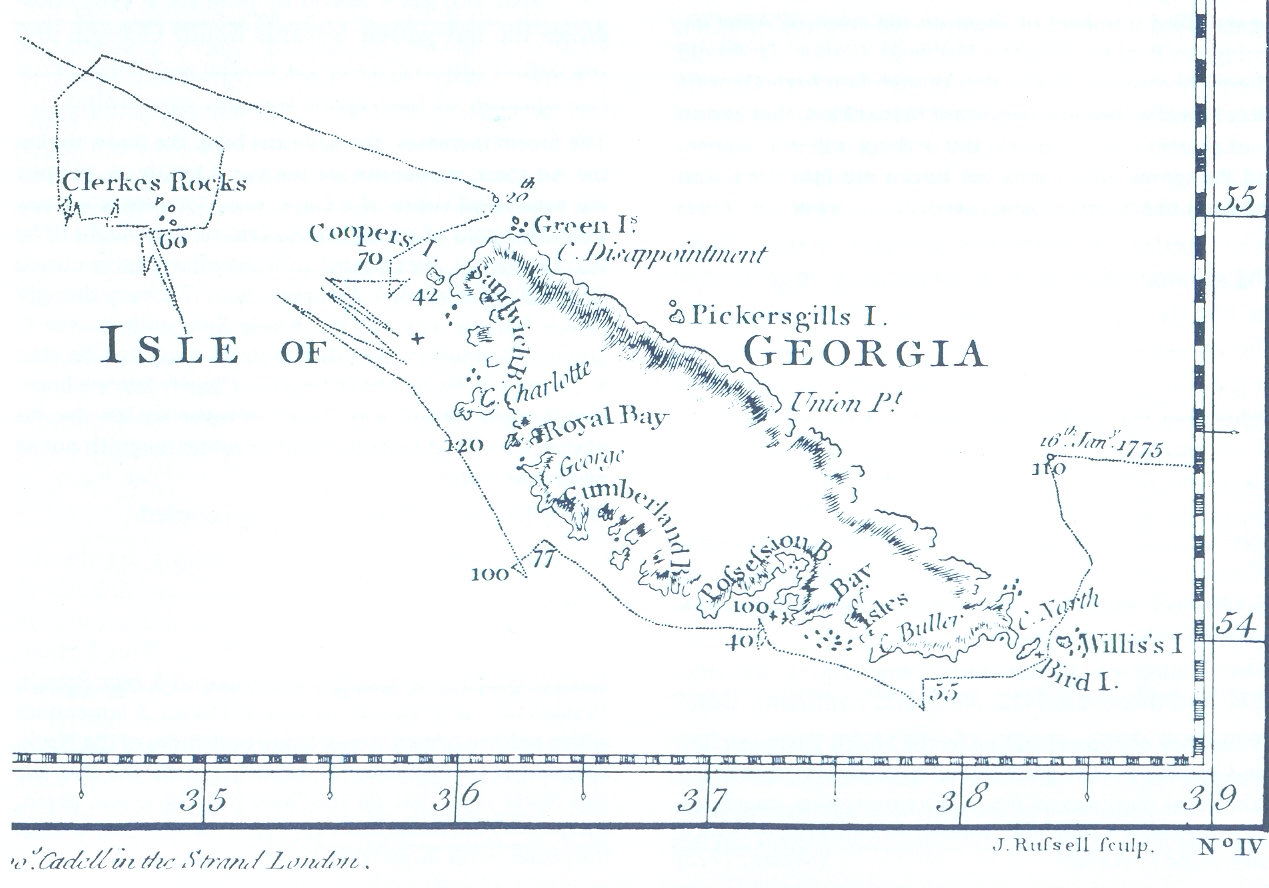
1777 Map of South Georgia (Cpt. James Cook)

1904年にカール・A・ラーセンがノルウェー人60人を引き連れ11月16日から12月24日まで捕鯨を行った。それをきっかけに領域の定住者が増加した。1909年にイギリスの有給治安判事であるジェームス・ウィルソンの行った人口調査では720人の総人口を記録した(内訳:ノルウェー人579人、スウェーデン人58人、イギリス人32人、デンマーク人16人、フィンランド人15人、ドイツ人9人、ロシア人7人、オランダ人2人、オーストラリア人・フランス人がそれぞれ1人)。

## 捕鯨開発の衰退

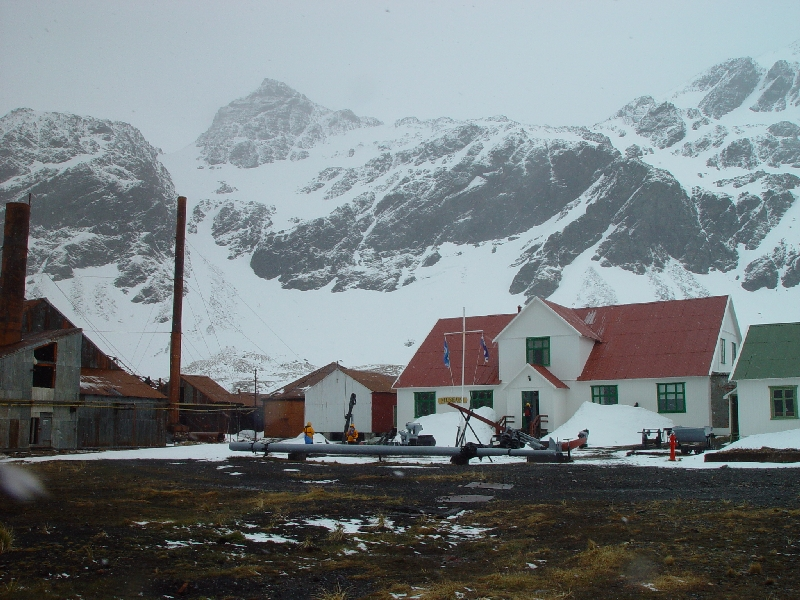
South Georgia Museum, Grytviken

1951年から1957年までサウスジョージアの本格的な調査をイギリス人のダンカン・カースが行い、1:200000の詳細な地形図を作り上げ、1958年に出版した。彼は、1961年に数ヶ月もの間、島の南西部で単独で生存実験を行った。1982年にはフォークランド紛争が勃発し、4月3日にサウスジョージア侵攻を行うアルゼンチン海兵隊に一時占領されたが、フォークランド諸島の奪還に先駆けて20日よりイギリス軍がサウスジョージア奪還のためのパラケット作戦を開始、26日までに全島を再掌握。6月にフォークランド諸島もイギリスが奪還し休戦となる。その後捕鯨は禁止され、定住者はこの地を去ったが、また2001年に一般人の入島が可能になり、今はグリトビケンに2人の定住者がいる。

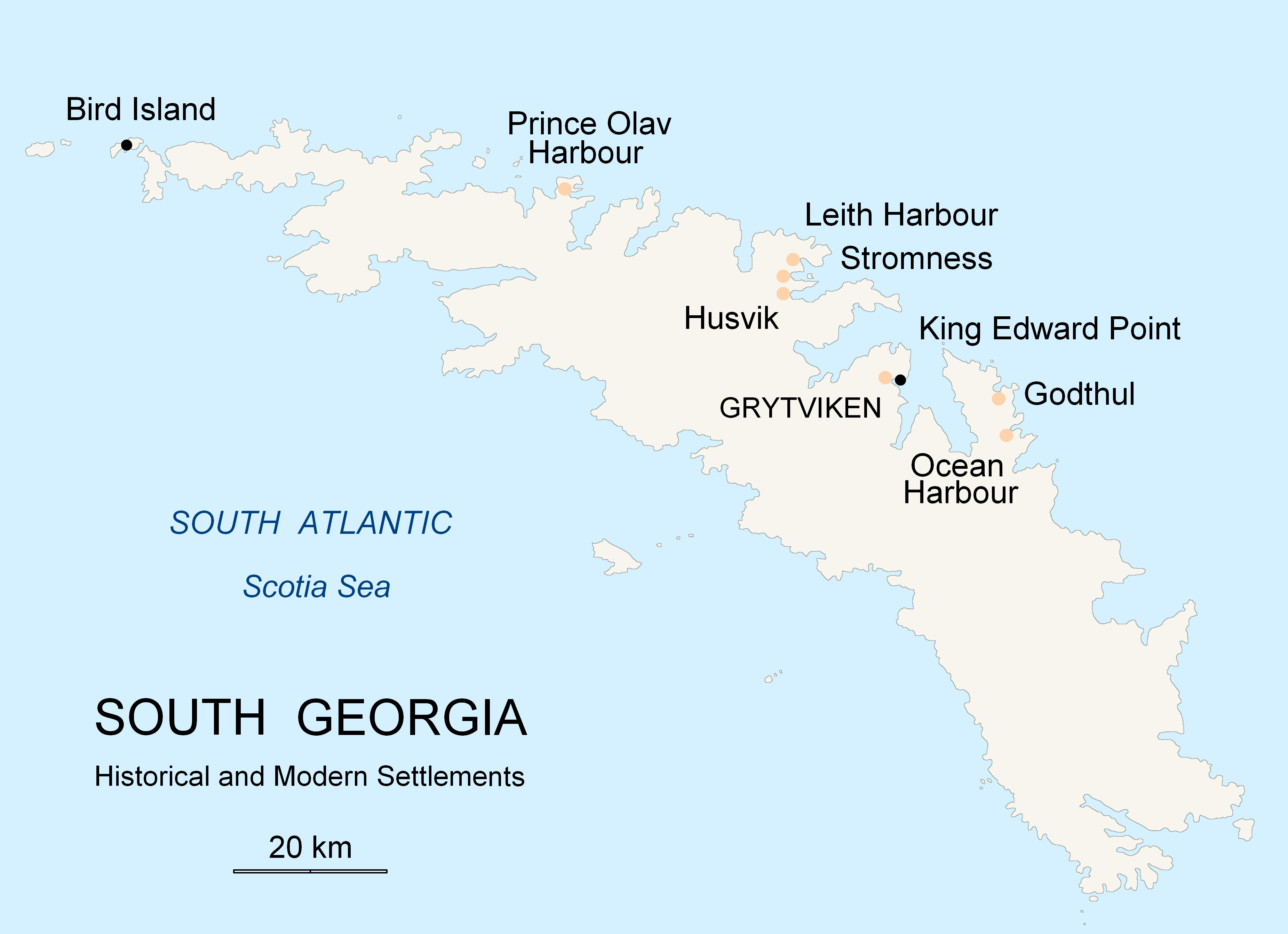
Historical and modern settlements of South Georgia Island